# هيبرون (تكساس)
هيبرون (بالإنجليزية: Hebron, Texas)‏ هي بلدة أمريكية تقع في الولايات المتحدة في تكساس. يقدر عدد سكانها بـ 415 نسمة ومساحتها 3.3 كم2 وترتفع عن سطح البحر 176 متر.

## التركيبة السكانية
حدّد مكتب تعداد الولايات المتحدة بيانات التركيبة السكانية لهيبرون في تعداد الولايات المتحدة. في ما يلي، التركيبة السكانية حسب تعدادي 2000 و2010.

### تعداد عام 2000
بلغ عدد سكان هيبرون 874 نسمة بحسب تعداد عام 2000، وبلغ عدد الأسر 271 أسرة وعدد العائلات 243 عائلة مقيمة في البلدة. في حين سجلت الكثافة السكانية 1,028.2 نسمة لكل كيلومتر مربع (2,663.0/ميل2). وبلغ عدد الوحدات السكنية 335 وحدة بمتوسط كثافة قدره 394.1 لكل كيلومتر مربع (1,020.7/ميل2).
وتوزع التركيب العرقي للبلدة بنسبة 82.27% من البيض و4.69% من الأمريكيين الأفارقة و0.11% من الأمريكيين الأصليين و11.33% من الأمريكيين ذوي الأصول الآسيوية و0.69% من الأعراق الأخرى و0.92% من عرقين مختلطين أو أكثر و2.29% من الهسبانيون أو اللاتينيون من أي عرق.
بلغ عدد الأسر 271 أسرة كانت نسبة 62% منها لديها أطفال تحت سن الثامنة عشر تعيش معهم، وبلغت نسبة الأزواج القاطنين مع بعضهم البعض 86.3% من أصل المجموع الكلي للأسر، ونسبة 1.8% من الأسر كان لديها معيلات من الإناث دون وجود شريك،  بينما كانت نسبة 1.5% من الأسر لديها معيلون من الذكور دون وجود شريكة وكانت نسبة 10.3% من غير العائلات. تألفت نسبة 8.1% من أصل جميع الأسر من عدة أفراد يعيشون في نفس المنزل ونسبة 1.8% كانت تتألف من شخص يعيش بمفرده يبلغ من العمر 65 عاماً أو أكثر. وبلغ متوسط حجم الأسرة المعيشية 3.23، أما متوسط حجم العائلات فبلغ 3.43.
بلغ العمر الوسطي للسكان 33.9 عاماً. وكانت نسبة 36.2% من القاطنين تحت سن الثامنة عشر، وكانت نسبة 2.9% بين الثامنة عشر والرابعة والعشرين عاماً، ونسبة 41.9% كانت واقعةً في الفئة العمرية ما بين الخامسة والعشرين والرابعة والأربعين عاماً، ونسبة 16.1% كانت ما بين الخامسة والأربعين والرابعة والستين، ونسبة 3% كانت ضمن فئة الخامسة والستين عاماً فما فوق. يوجد لكل 100 أنثى 100.9 ذكر، ويوجد لكل 100 أنثى في الثامنة عشر من عمرها فما فوق 100.7 ذكر.
بلغ متوسط دخل الأسرة في البلدة 140,102 دولارًا، أما متوسط دخل العائلة فبلغ 140,371 دولارًا. وكان متوسط دخل الذكور 93,983 دولارًا مقابل 61,250 دولارًا للإناث. وسجل دخل الفرد الخاص بالبلدة 42,598 دولارًا. وكانت نسبة 0% من العائلات ونسبة 0% من السكان تحت خط الفقر، وكان من هؤلاء نسبة 0% تحت سن الثامنة عشر ونسبة 0% في الخامسة والستين من العمر وما فوق.

### تعداد عام 2010
بلغ عدد سكان هيبرون 415 نسمة بحسب تعداد عام 2010، وبلغ عدد الأسر 137 أسرة وعدد العائلات 115 عائلة مقيمة في البلدة. في حين سجلت الكثافة السكانية 488.2 نسمة لكل كيلومتر مربع (1,264.4/ميل2). وبلغ عدد الوحدات السكنية 147 وحدة بمتوسط كثافة قدره 172.9 لكل كيلومتر مربع (447.8/ميل2).
وتوزع التركيب العرقي للبلدة بنسبة 73.98% من البيض و5.78% من الأمريكيين الأفارقة و0.24% من الأمريكيين الأصليين و12.77% من الأمريكيين ذوي الأصول الآسيوية و7.23% من الأعراق الأخرى و14.94% من الهسبانيون أو اللاتينيون من أي عرق.
بلغ عدد الأسر 137 أسرة كانت نسبة 46% منها لديها أطفال تحت سن الثامنة عشر تعيش معهم، وبلغت نسبة الأزواج القاطنين مع بعضهم البعض 73.7% من أصل المجموع الكلي للأسر، ونسبة 7.3% من الأسر كان لديها معيلات من الإناث دون وجود شريك،  بينما كانت نسبة 2.9% من الأسر لديها معيلون من الذكور دون وجود شريكة وكانت نسبة 16.1% من غير العائلات. تألفت نسبة 13.9% من أصل جميع الأسر من عدة أفراد يعيشون في نفس المنزل ونسبة 2.9% كانت تتألف من شخص يعيش بمفرده يبلغ من العمر 65 عاماً أو أكثر. وبلغ متوسط حجم الأسرة المعيشية 3.03، أما متوسط حجم العائلات فبلغ 3.34.
بلغ العمر الوسطي للسكان 41.1 عاماً. وكانت نسبة 31.1% من القاطنين تحت سن الثامنة عشر، وكانت نسبة 5.3% بين الثامنة عشر والرابعة والعشرين عاماً، ونسبة 22.4% كانت واقعةً في الفئة العمرية ما بين الخامسة والعشرين والرابعة والأربعين عاماً، ونسبة 32% كانت ما بين الخامسة والأربعين والرابعة والستين، ونسبة 9.2% كانت ضمن فئة الخامسة والستين عاماً فما فوق. وتوزع التركيب الجنسي للسكان بنسبة 48.9% ذكور و51.1% إناث.